# Балка Лозоватка
Балка Лозоватка, Лозуватка — балка (річка) в Україні у Олександрійському районі Кіровоградської області. Ліва притока річки Інгульця (басейн Дніпра).

## Опис
Довжина балки приблизно 10,65 км, найкоротша відстань між витоком і гирлом — 7,77  км, коефіцієнт звивистості річки — 1,37 . Формується декількома струмками та загатами.

## Розташування
Бере початок на південно-західній стороні від села Медове. Тече переважно на південний захід через село Олександрівку і впадає у річку Інгулець, праву притоку річки Дніпра.

## Цікаві факти
- У селі Олександрівка балку перетинає автошлях Т 1215[3] (автомобільний шлях територіального значення в Кіровоградській області. Проходить територією Олександрійського району через Глинськ — Приютівку — Олександрію — Інгулецьке — Петрове. Загальна довжина — 70,8 км.).
- У XX столітті на балці існували молочно-тваринна ферма (МТФ), водокачка, газгольдер та декілька газових свердловин[2], а у XIX столітті — декілька вітряних млинів[1].